# Sympycnus gregori
Sympycnus gregori är en tvåvingeart som beskrevs av Olejnicek och Bill P.Stark 1999. Sympycnus gregori ingår i släktet Sympycnus och familjen styltflugor. Inga underarter finns listade i Catalogue of Life.